# Оборонний огляд в Україні
Оборонний огляд — процедура оцінки стану та готовності Збройних Сил України та інших військових формувань до виконання завдань у сфері оборони, за результатами якої створюється Стратегічний оборонний бюлетень і вживаються заходи щодо зміцнення обороноздатності держави.

## Завдання та організація оборонного огляду
Основна мета оборонного огляду - це оцінка можливостей країни щодо реагування на потенційні військові загрози та виклики, як зовнішні так і внутрішні, у випадку їх реалізації, визначення короткострочної та довгострочної стратегії військового планування оборонної сфери в цілому, вирахування актуальних та потенційних матеріальних потреб армії та їх перерозподіл у разі доцільності такого кроку. За результатми огляду мають бути визначені напрямки трансформації ЗСУ.
Для досягнення заданої мети огляд має виконати наступні завдання:
1. Провести огляд можливих загроз та викликів, як внутрішніх так і зовнішніх,  на довгосрочну перспективу;
2. Визначити актуальні потреби та скласти план переросподілу наявних ресурсів для їх збалансування;
3. Спланувати реалістичну модель з реформації Збройних Сил та інших військових формувань (ІВФ);
4. Створити план управління Збройними Силами державою у випадку виникнення кризової ситуації;
5. Систематизувати зв'язки військових структур для їх гармонічної співпраці;
6. Визначити цілі реформування війська та окреслити приблизні кроки для вирішення цієї проблеми;

Огляд відбувається згідно плану розробленого Кабінетом Міністрів України, крім цього міністерство займається управлінням і контролем огляду, визначає етапи та часові рамки проведення необхідних заходів. На початку огляду Кабінет Міністрів створює Міжвідомчу комісію, яка повинна:
- провести збір та аналіз інформації для подальших робіт;
- визначити оптимальні кроки для вирішення завдань огляду;
- вирішувати організаційні питання під час проведення огляду та вивчення матеріалів огляду;
- контролювати експертні комісії;
- створити аналітичні групи, завдання яких – збір та аналіз інформації, яка має бути підготовлена комісією;

Експертна, Міжвідомча та інші комісії мають тісно співпрацювати як між собою так і з органами виконавчої влади, які задіяні у оборонному огляді. Основний орган, який здійснює щоденну роботу для рішень завдань огляду – організаційно-аналітична група, яка є частиною експертної комісії Міноборони.

## Перший Оборонний огляд в Україні
На початку свого існування Україна, як молода незалежна держава, дотримувалася позаблокового статусу, що визначав рівні відносини, як з Росією, так і з країнами НАТО. Становлення України, як суверенної та незалежної держави, вимагало від керівництва не поспішати з вибором військового союзника і це рішення на певному етапі себе виправдовувало. У 2005 році керівництво України  продовжувало дивитися на позаблоковий статус держави як на тимчасове явище, що властиве країнам що ще не до кінця сформувалися та не вибрали остаточної інтеграційної політики, але процес другої хвилі розширення НАТО поставив Україну в положення, коли подальше відтягування остаточного геополітичного вибору поставило країну у незручне становище. Україна опинилася в ситуації, коли сфери впливу геополітичних лідерів поширилися впритул до її кордонів. І в такому разі, у випадку конфлікту з державами сусідами, Україна не зможе протистояти їм без союзників. Після розпаду СРСР національні Збройні Сили України успадкували модель радянськой військової системи будівництва та розвитку, і вони вимагали змін, для відповідності до сучасних умов. Ці зміни керівництво країни сподівалося здійснити за допомогою сторонньої підтримки та досвіду. 7 червня 2002 року, під час засідання Комісії Україна — НАТО, яке відбулося за участі міністрів оборони сторін в Брюссельській штаб-квартирі Альянсу, було прийнято рішення щодо проведення в Україні Першого Оборонного Огляду. Сторонами був схвалений План дій, за яким огляд мав бути закінчений до квітня 2004 року.
Оборонний огляд був поділений на 2 етапи. Перший мав бути закічений у грудні 2003 року, а другий у квітні 2004.
1. На першому етапі проводилася перевірка поточного стану Збройних Сил, їх забезпеченість ресурсами відповідно до задач та їх відповідність рівню бойової готовності, заданому певними стандартами. Після цього проводилася оцінка вартості підтримки необхідних структур, які б мали змогу виконувати поставлені задачі. До неї входили: вартість утримання особового складу, вартість робіт по модернізації та закупівлі, як військової техніки, так і озброєння, яке б відповідало сучасним стандартам НАТО, а також видатків на соціальні програми.
2. Другий етап передбачав створення середньо- та довгострокових планів, визначення та імплементацію національних цілей військового реформування, розвиток та будівництво Збройних Сил України, для чого розроблялися відповідні національні програми. За основу при розробці програм враховувалися можливі терміни виконання програми та наявне ресурсне забезпечення. Остаточним рішенням та висновком огляду можна вважати Стратегічний оборонний бюлетень України на період до 2015 року. Він був остаточно затверджений 22 червня 2004 року Указом Президента України "Про рішення Ради національної безпеки і оборони України від 17 червня 2004 року «Про Стратегічний оборонний бюлетень України на період до 2015 року».[1]

Стратегічний оборонний бюлетень України на період до 2015 року було видано за результатами огляду, він став основою для середньострокового оборонного планування та окреслив основні позиції політики України в оборонній сфері на довгострокову перспективу. Бюлетень можна вважати документом, на який опиралися при створенні програми розвитку Збройних Сил України на 2006–2011 роки. Оборонний огляд 2004 року став першим подібним досвідом держави і показав як можна будувати оборонну стратегію за принципами прийнятими у державах лідерах оборонної сфери. Його результати та висновки привели до ряду реформ, які почали системну трансформацію Збройних Сил України в 2005–2008 роках.
Тим не менш не всі результати огляду були реалізовані. Реалізації завадила низка об'єктивних обставин, зокрема для планування реформування ЗСУ були спрогнозовані економічні показники держави, що були далекі від реальних, реальні бюджетні видатки були значно нижчі від запланованих. Це призвело до того, що реальні реформи розгорнути повною мірою не вдалося, а деякі були виконані лише частково. В першу чергу не вдалося в повній мірі оснастити армію сучасною зброєю та технікою, не вистачало грошей на оснащення військових, що служили за контрактом, та на вирішення їх соціальних проблем. Крім цього, розробка реалістичної довгострокової стратегії оборонної сфери теж зіштовхнулася з проблемами фінансової нестабільності.

## Другий Оборонний огляд в Україні
За 4 роки після проведення Першого Оборонного огляду ситуація в країні зазнала кардинальних змін, як в політичному так і економічному плані. Через світову економічну кризу бюджет країни зазнав серйозних змін, політична система в країні змінювалась, відбулися значні зміни як у внутрішній так і у зовнішній політиці держави. Така ситуація вимагала перегляду державної військової політики для збереження актуальності механізмів воєнної безпеки. В 2008 році стало остаточно зрозуміло, що Україна не зможе в середньостроковій перспективі приєднатися до однієї з систем колективної безпеки, а тому має розраховувати виключно на власні сили та вести обережну зовнішню політику.
Організаційні засади та методологія огляду
Ініціатором проведення наступного оборонного огляду стали Міністерство оборони України та Генеральний Штаб. Це рішення було підтримано Радою національної безпеки та оборони, Кабінетом Міністрів України та Президентом України. 27 червня 2008 року відповідне рішення РНБО було введено в дію Указом Президента України № 598.. План був розроблений Кабінетом Міністрів України.
За рішенням Кабінету Міністрів огляд мав ділитися на 3 етапи:
1. Організаційно-підготовчий (серпень - листопад 2008 року).
2. Виконавчий (грудень 2008 - травень 2010 року).
3. Заключний (травень - липень 2010 року).

Для безпосереднього опрацювання завдань огляду було виділено 5 підгруп:
робоча підгрупа № 1:
- Аналізування та прогноз військово-політичної ситуації на період до 2025 року;
- Визначення можливих сценаріїв застосування військових формувань та ІВФ, форми та способи їх застосування;
- Оцінка спроможностей виконання поставлених задач;

робоча підгрупа № 2:
- Складання цілей та завдань ЗСУ, можливості щодо їх реорганізації та розвитку;
- Визначення граничних можливостей Збройних Сил на основі оборонних потреб;
- Визначення потенційних керівних структур ЗСУ та вимог до них;
- Оцінка перспективності структури по принципу вартість-ефективність;

робоча підгрупа № 3:
- Створення сценаріїв для планування;
- Планування засобів та сил;
- Оцінка можливостей ЗСУ за заданими критеріями;
- Оцінка необхідних спроможностей структури;

робоча підгрупа № 4:
- Оцінка вартості ресурсів, що необхідні для успішного функціонування війська;
- Оцінка можливостей оборонно-промислового комплексу України, для покриття потреб армії;

робоча підгрупа № 5:
- Створення конкретного плану та алгоритму побудови перспективної структури ЗСУ, яка б вирішувала покладені на неї задачі;

Основними критеріями огляду були обрані: реалістичність (опора на можливості, як матеріальні так і організаційні), оптимальність (за критерієм вартість-ефективність) та прозорість (платники податків мають розуміти як витрачаються бюджетні кошти). В основу методики проведення та планування огляду був покладений метод, що широко відомий в країнах НАТО, під назвою PPBES. Завдання та цілі оборонної сфери мали визначатися на основі симуляція сценаріїв та викликів, які б могли статися в реальному житті. Для кожної ситуації розраховувалися кількість ресурсів для рішення проблеми, організаційні можливості оборонної сфери та вираховувалися вимоги до структур, які мали бути задіяні у випадку кризового сценарію. Так, під час симуляції різних сценаріїв вираховувалися структури, методи та засоби, які були б найбільш важливі в оборонному плані і над якими треба працювати в першу чергу, а структури які не брали участь у рішенні проблем зазначались як зайві і могли підпадати під скорочення. Щодо розподілу ресурсів, то при кожному сценарію вираховуються кількість ресурсів яка необхідна для рішення проблеми, ця сума порівнюється з прогнозованим матеріальним забезпеченням майбутніх років. Якщо вимоги покриваються на задовільному рівні, то ризик можна вважати прийнятним. Такий методологічний підхід дозволяє якісно виконати завдання огляду у найкоротшу перспективу, хоча він вимагає високого рівня скоординованості та систематизації роботи. Робота вимагала повного злагодження експертних структур та узгодження організаційно-методологічної бази. І така база була розроблена. До неї входили:
- Указ Президента України від 27.06.08 № 598 “Про рішення Ради національної безпеки і оборони України від 30 травня 2008 року; “Про проведення оборонного огляду”[3]
- Перелік основних заходів оборонного огляду в Україні;
- Організаційно-методичні рекомендації щодо проведення оборонного огляду в Україні;
- План-проспект Стратегічного оборонного бюлетеня на період до 2025 року;
- Відомчі документи: відповідні накази щодо створення Експертних комісій з питань проведення оборонного огляду, організаційно-методичні вказівки, перелік заходів оборонного огляду, завдання та відповідні плани робочих груп, підгруп, тощо.

Варто зазначити, що як і в ході Першого Оборонного огляду, у ході планування та організації були залучені експерти з країн-лідерів оборонної сфери. Це дозволило використати досвід та напрацювання країн-партнерів.

### Хід та результати другого оборонного огляду
В листопаді 2008 року організаційний етап був завершений, його результати та методологічні напрацювання були передані керівникам всіх структурних підрозділів. На їх основі були створені всі необхідні робочі групи. 24 січня 2009 року була проведена перша міжвідомча науково-практична конференція, до якої, крім Міжвідомчої комісії, були долучені фахівці оборонної сфери. Мета конференції - довести положення та результати першої частини огляду до військових. Під час конференції були розглянуті та доповнені всі матеріали, що були сформовані за останній рік. Вони були остаточно затвердженні Першим віце-прем'єр міністром та викладені для ознайомлення військовим. Було визначено першочергові завдання та надано повноваження Експертній комісії МОУ стати головним органом створення Стратегічного оборонного бюлетеня, комісія мала право залучати до розгляду та створення документу, як представників інших гілок влади, так і представників інших громадських організацій. Крім того, було визначено терміни та порядок формування нарад аналітичної групи Міжвідомчої комісії. Конференція дала поштовх для початку роботи усіх учасників огляду, та запровадила єдину методологічну систему.
Перше засідання аналітичної групи Міжвідомчої комісії відбулося 22 квітня 2009 року. На цьому засіданні був проведений розгляд матеріалів оцінки безпекового середовища, визначені методи та сценарії застосування військових формувань та було прийнято рішення, щодо організації подальшої роботи аналітичної групи. На подальших засіданнях, окрім вище наведених, розглядалися наступні матеріали:
- перелік ситуацій та сценаріїв застосування збройних сил;
- тенденції розвитку конфліктів з застосуванням армії до 2025 року;
- тенденції розвитку озброєння та техніки;
- оснащення ЗСУ сучасними зразками озброєння на базі потенційних розробок, можливість їх виготовлення, закупівлі та модернізації наявних видів.
- завдання та функції ЗСУ для гарантування безпеки країни;
- вимоги до ЗСУ на основі опрацьованих сценаріїв;
- підготовка наукової конференції з визначення військово-технічної політики щодо розвитку озброєння;
- огляд вимог ресурсного забезпечення армії і визначення їх показників на перспективу;

Першою темою, яка була розглянута під час огляду, був аналіз безпекового середовища за межами країни, а також тенденції його розвитку на довгострокову перспективу. Саме середовище навколо держави визначає потребу країни у збройних силах і воно впливає на їх розвиток та будову. Аналіз середовища включав в себе оцінку обстановки навколо та всередині держави, стосунки України та інших військових організацій за її межами, а також різні потенційні загрози та виклики, що можуть виникнути у перспективі. Основні питання, які розглядалися у рамках аналізу були: проблеми доступа країн до  природних та технологічних ресурсів та боротьба за них, інформаційна боротьба країн та їх вплив на інформаційне середовище України з метою нав'язування певних ідеологій та думок для завдання шкоди системі національної безпеки України, гуманітарні проблеми навколо України, нарощування тенденції відходу від політики роззброєння у сусідніх країнах, а також серед потенційних проблем було затягування вирішення заморожених конфліктів, таких як Придністровський, Абхазький, Осетинський та інших. Крім огляду потенційних небезпек, було розглянуто  тенденції розвитку видів конфліктів та новітніх засобів застосування збройних сил. Під час аналізу було зроблено висновки, що майбутні конфлікти будуть мати значно більший просторовий розмах, з переходом війни у космос та морські глибини. На думку експертів війни майбутнього будуть відбуватися більш динамічно. Було вирішено, що з часом у війнах зникне таке поняття як фронт, резерви, лінія фронту, тил, а також буде відсутня різниця між військовими та цивільними втратами країни. Такі тенденції підштовхують до змін у збройних силах. Підготовка таких збройних сил має бути спрямована на готовність діяти у складі міжвидових формувань. Збільшуються вимоги щодо мобільності та якості військової підготовки. Особливого значення набувають сили спеціальних операцій, засоби інформаційної та психологічної боротьби. Стримування потенційного противника шляхом створення загрози нанесення йому значних втрат набуває особливого значення.
На основі аналізу кожної імовірної ситуації були сформовані вимоги до армії, які узагальнювалися з кожним сценарієм. За результатом сформувалася низка спроможностей, які б дозволяли гнучко та швидко адаптувати дії армії до загроз, що можуть виникнути. Особливу увагу приділяли на спроможності, які б дозволили уникнути конфлікту, підтримувати мир та стабільність.  При цьому всі сценарії дій армії мали опиратися на економічні та політичні показники, а також на підтримку суспільства. Значна увага приділялась швидкості розгортання армії, було прийнято рішення, що певна частина ЗСУ при кризовій ситуації мала розгорнутися у надстислі терміни. При цьому було враховано, що координація та управління збройними силами має проводитися завдяки простим та чітким механізмам, а у разі кризової ситуації армія має бути економічно забезпеченою навіть у складних ситуаціях.
Згідно опрацьованих матеріалів було прийнято рішення, що до 2025 року військо має відповідати основним показникам нового обрису. На шляху до досягнення даної цілі був розроблений план реформування. Але складнощі в економіці держави не дозволяли в повній мірі спрогнозувати основні економічні показники, на які б мав опиратися план. Нестабільність економічної системи країни стала основним викликом при виконанні огляду. Саме тому, хоч аналітична група і вирахувала економічні показники, але було прийнято рішення що вони мають бути уточнені при отриманні офіційних результатів.
Під час огляду було також розглянуто вітчизняний ВПК. За роки незалежності, незважаючи на окремі успіхи в експортній сфері, він розвивався незадовільно. В основному через брак коштів для закупівлі елементів озброєнь для власної армії. Хоч аналітичною групою і були визначені основні напрямки розвитку військово-технічної політики, але без реальних економічних показників в рекомендаціях залишалося мало змісту.
За результатами огляду  було визначено, що головною запорукою належного рівня захисту національних інтересів та підтримання належного рівня національної безпеки держави є здатність і готовність керівництва до ефективного управління оборонною сферою, як у мирний, так і у кризовий період. Було визначено, що ситуації військового характеру мають комплексний, багатоаспектний характер і тому вимагають притягнення до їх рішення різноманітних гілок влади. На момент 2012 року система влади була не готова до управління країною та військом у період загострень військового плану. В першу чергу через такі причини:
- складність прийняття швидких рішень у зв'язку з проголошеною політикою позаблоковості країни та відсутність відповідного розподілу функцій між гілками влади, низький рівень їх взаємодії;
- зміна акценту з класичних функцій відбиття збройної агресії армією до політики попередження конфлікту;
- швидкоплинність змін, що відбуваються у військових та правоохоронних органах держави;
- незавершеність та відсутуність правових документів, які б регулювали певні відносини керівництва та інших суб'єктів військової справи;
- відсутність єдиної функціональної системи безпеки та оборони, куди мають бути інтегровані всі складові оборонної сфери;
- Недостатній рівень забезпечення владних структур аналітичними та інформаційними матеріалами.

Тому за результатами оборонного огляду систему підтримання національної безпеки у воєнній сфері пропонувалося розглядати як сукупність державних установ і недержавних організацій (суб'єкти підтримання національної безпеки), які функціонують у сфері захисту людини і громадянина, конституційних прав і свобод, базових цінностей суспільства, а також держави – її конституційного ладу, суверенітету, територіальної цілісності й недоторканності від зовнішніх загроз воєнного характеру.
Слід зазначити, що хід огляду припав на час загострення політичної та економічної кризи в Україні. Перше завадило більш точно визначити напрями інтеграції, так як в Україні мали відбутися президентські вибори, де кандидати виголошували різні напрями руху країни. Щодо економіки, то Мінекономіки та Мінфін просто не змогли визначити чіткі рамки прогнозованих економічних показників. Ці фактори значно відсунули кінцеві терміни оборонного огляду та підривали його ефективність.

## Третій Оборонний огляд в Україні
Переломним роком для Збройних Сил України став 2014 рік, під час російської збройної агресія проти.  Стала очевидна необхідність глибоких реформ в армії та виникла потреба докорінних змін у основних нормативно-правових документах, що регулюють діяльність армії. Так, станом на 2016 рік, стало відомо, що в рамках комплексного огляду сектору безпеки і оборони було проведено оборонний огляд. Але, деталі огляду та його результати не були освітлені громадськості, тим не менш на його основі були затверджені нові редакції Стратегії національної безпеки України, Воєнної доктрини України та Стратегічного оборонного бюлетню.

## Четвертий Оборонний огляд в Україні
Четвертий огляд було проведено впродовж 2019 року. 
Під час огляду: 
- було виконано завдання з оцінки загроз національній безпеці та перспектив розвитку безпекового середовища;
- планування сил та ресурсів;
- формування перспективної моделі організації оборони, Збройних Сил та інших складових сил оборони;
- проведено роботу з прогнозу майбутнього безпекового середовища та сформоване бачення, яким чином Росія може досягати своїх цілей та що треба робити, щоб ці заходи не досягли мети;
- здійснено оцінку воєнних викликів та загроз, імовірних сценаріїв виникнення ситуацій воєнного характеру та застосування у них сил оборони;
- проведено аналіз спроможностей сил оборони, планування використання цих сил та відповідних ресурсів;
- проведено прогнозування вартісних показників забезпечення згаданих спроможностей, ресурсів та видатків на потреби оборони;
- обґрунтовано перспективну модель сил оборони, визначено цілі/завдання згаданих сил, критерії досягнення ними необхідних спроможностей і запропонована стратегія розбудови сил оборони, відповідні стратегічні/оперативні цілі;
- сформовано можливі сценарії та основні шляхи протидії гібридним загрозам.

Особливу увагу в оборонному огляді приділено питанням стану матеріально-технічного, фінансового, кадрового та інших видів забезпечення сил оборони. Зокрема, вперше: 
- сформовано варіант раціонального розподілу фінансових, матеріальних та технологічних ресурсів, потрібних для визначення стратегії розвитку сил оборони до 2030 р.;
- сформовано вимоги до оборонно-промислового комплексу (ОПК), насамперед щодо його потужностей з виробництва основних зразків ОВТ, необхідних для переозброєння сил оборони;
- розраховано орієнтовну потребу у постачанні ОВТ іноземного виробництва та визначено можливі обсяги необхідних для цього фінансових ресурсів;
- запропоновано раціональний варіант поступового розвитку можливостей ОПК, нарощування його спроможностей для забезпечення сил оборони ОВТ с одночасною закупівлею певних іноземних ОВТ.

Міноборони подало звіт щодо результатів проведення оборонного огляду до Ради національної безпеки і оборони України, яка затвердила його у березні 2020 р. після відповідного розгляду.
Результати огляду мали стати основою для розробки Стратегії воєнної безпеки України, Стратегічного оборонного бюлетеня України, державної програми розвитку Збройних Сил України та Плану оборони України.

### Нормативні джерела
- УКАЗ ПРЕЗИДЕНТА УКРАЇНИ №598/2008 30.05.2008 [Архівовано 12 липня 2018 у Wayback Machine.]
- Про національну безпеку України : Закон України від 21 червня 2018 року № 2469-VIII. [Архівовано 24 жовтня 2020 у Wayback Machine.]